# Rally Costa de Almería
El Rally Costa de Almería es una prueba de rally que se disputa anualmente en la provincia de Almería (Andalucía, España) desde 1964 organizada por el Automóvil Club de Almería. Originalmente conocido como Rally Costa del Sol recibió el cambio de nombre en 1988 y actualmente es puntuable para el Campeonato de Andalucía de Rally mientras que en el pasado lo fue para el Campeonato de España, mayoritariamente en la década de los 70. También fue puntuable para la Copa de España de Rallyes en varias ediciones.

## Historia

### Primeros años: 1964 - 1969
En 1964 un grupo de aficionados puso en marcha la primera edición de esta carrera bajo el nombre de I Rallye Automovilista Almería-Costa del Sol donde veinte pilotos tomaron la salida bajo un reglamento muy distinto de los rallyes modernos. El ganador fue René George Mariotti a los mandos de un Citroën ID-19. En el mes de agosto del año siguiente se realizó la segunda edición de la prueba con el nombre de Rally Costa del Sol. El itinerario del mismo se disputaba en cuatro etapas y visitaba localidades de las provincias de Granada y Málaga e incluso un trazado urbano. El ganador fue Francisco Sanjuán a bordo de un Ford Cortina Lotus. La prueba va cogiendo prestigio y en 1966 junto a la Federación Española se iniciaron las gestiones para conseguir la categoría de "Internacional". Así mismo en la lista de inscritos comienzan a aparecer piloto s de renombre de la época como Jorge de Bagration, Boss, Llagostera, etc. En esa tercera edición se contó de nuevo con una prueba disputa en un circuito urbano donde venció el francés Ferjón. El ganador de la prueba fue Ramón Grifoll con un Mini Cooper S. En 1967 se cambia la fecha de celebración, de agosto a diciembre con intención de que la prueba sea incluida en el Campeonato de Europa mientras que en el panorama nacional obtiene el coeficiente 17 sobre 20, siendo la tercera prueba del calendario con mayor puntuación. 53 participantes tomaron parte destacando la presencia de equipos extranjeros como los equipos oficiales Lancia-Italia y Renault. El ganador fue el italiano Roberto Angiolini, seguido de Bagration ambos con el Lancia Fulvia HF y tercero Ruiz Giménez con un Renault Alpine 1300. En 1968 año de su quinta edición se disputó de nuevo una prueba en circuito cerrado esta vez retransmitido en directo para todo el país por Televisión Española. El título del Campeonato de España se decidió en el rally que fue a parar a manos del francés Bernard Tramont a pesar de haber finalizado segundo con su Renault Alpine 1440 por detrás Juan Fernández vencedor de la prueba con un Porsche 911 R. La sexta edición celebrada al año siguiente contó de nuevo con una prueba celebrada en un circuito urbano retransmitido por TVE y contó con la presencia de otros medios nacionales. En lo deportivo la prueba alcanzó por primera vez la cifra de 82 equipos inscritos y de hasta once nacionalidades diferentes. El ganador fue Lucas Sainz y Emilio Rodríguez a bordo de un Alpine 1440, que se inscribió bajo el pseudónimo de "Gregorio". El podio lo completaron Salvador Cañellas y Pavón, ambos también con sendos Alpine.

### Años 1970
En 1970 la prueba recibió el sobrenombre de "I Universitario" para promocionar la especialidad entre los universitarios. Se alcanzó la cifra de 100 pilotos y en esa ocasión la prueba no fue televisada debido a los desacuerdos entre la televisión y la organización. El ganador fue José María Lencina a los mandos de un Porsche 911 seguido de Estanislao Reverter y Lucas Sainz. En 1971 tomaron la salida los pilotos Bernard Tramont, que fue la última prueba de su carrera como piloto, el italiano Pianto y Marc Etchebers, este último que sufrió un accidente con su vehículo camino de Almería viéndose obligado a buscar otro en cuestión de horas. El campeonato de España volvió a decidirse en la prueba almeriense siendo Ruiz Jiménez y Lucas Sainz los candidatos el título. Tras la prueba se armó un pequeño revuelo debido a las reclamaciones presentadas por los equipos que fueron revisadas en Madrid y tardaron hasta siete días en resolverse. El ganador fue finalmente Ruiz Jiménez con su Abarth 131 2000 seguido de Lencina y Gallardo, ambos con sendos Porsche. En 1972 la prueba se organizó con carácter internacional y como principal atractivo, estuvo presente el italiano Sandro Munari, piloto oficial de Lancia, que se encontraba en Almería para estrenar el nuevo Lancia Stratos a modo de preparación para el Rally de Montecarlo, puesto que semanas después tomaría la salida desde la ciudad andaluza rumbo a la prueba monegasca. Ese año el rally contaba con tramos mixtos, tierra y asfalto con un total de 605 km, de los que 139 eran cronometrados. Hasta 85 inscritos de los que solo 56 tomaron la salida y 23 terminaron la prueba, incluyendo el propio Munari que sufrió una avería en el penúltimo tramo cuando lideraba la prueba cómodamente. El ganador finalmente fue Jorge Bäbler seguido de Salvador Cañellas, ambos con sendos Seat 124. El podio lo completó Juncosa con un Seat 1430. Al año siguiente, en su décima edición, la prueba contó de nuevo con pilotos extranjeros, esta vez de hasta 6 países diferentes. De 96 equipos inscritos, 73 tomaron la salida y solo 34 terminaron la prueba con destacados abandonos como Julio Gargallo, Estanislao Reveter, Cañellas o Bäbler. El ganador fue Pradera con un Seat 124-1600 acompañado en el podio por Guillaume con un Jide y Crady con un Porsche 914/6. En 1974 de nuevo el rally cerró el calendario del campeonato de España, por lo que Antonio Zanini se proclamó campeón con el tercer puesto logrado a bordo de su Seat 124-1800. En el podio le acompañaron los Porsche de Marc Etchebers y Fernández. De 85 inscritos 57 tomaron la salida, entre los cuales destacó la participación de Estanislao Reverter, que terminó sexto con su Renault Alpinche: un Alpine con motor Porsche. Al año siguiente Etchebers junto a su esposa Marie Chritine, vence de nuevo en la prueba con el Porsche Carrera, siendo segundo Lezama con un Ford Escort y tercero Trabado con un Seat 1430-1800. En 1976 Etchebers consiguió su tercera victoria consectuvia en Almería, en esa ocasión tras una dura lucha con Jorge de Bagration y su Lancia Stratos que fueron el mayor atractivo de la prueba. En 1977 la prueba cerró de nuevo el calendario del certamen nacional y los pilotos Antonio Zanini y Beny Fernández se jugaron el título. La victoria del primero a bordo del Seat FL-80 oficial, le valió para proclamarse campeón de España por cuarta vez. En el podio estuvo acompañado por su compañero de equipo Cañellas y Caba con el Porsche Carrera fue tercero. El itinerario de la prueba se desarrolló en una sola etapa de 615 km de los que solo 16 equipos pudieron terminar, debido a la dureza de la prueba donde estuvo presente la lluvia y la niebla. En 1978 la prueba celebró su quince edición, de nuevo puntuable para el campeonato de España. El protagonista fue Jorge de Bagration que se impuso en la prueba con su Stratos y que le valió para hacerse con el subcampeonato que disputaba con Pío Alonso. El podio lo completaron Etchebers y Caba con sendos Porsche Carrera. De los cuarenta equipos inscritos solo terminaron 33 entre los que destacó el accidente de José María Puig que cayó por un barranco de más de 200 metros, sin graves consecuencias.

### Años 1980
Tras dos años de ausencia, el rally se recuperó en 1981 aunque sin la puntuabilidad para el campeonato nacional, por lo que en su edición 16.º solo fue válido para el campeonato de Andalucía. Tan solo 23 equipos se inscribieron siendo el vencedor Ricardo Villar seguido de Piñeiro, ambos con sendos Porsche 911 SC y acompañados en el podio por González con un Seat 124-2000. En 1982 se recupera la puntuabilidad para el nacional y el itinerario se disputó en dos secciones con tres pasadas por tramo. De nuevo un rally duro donde solo 14 pilotos finalizaron siendo el ganador fue Marc Etchebers con su Porsche 911 SC seguido de Pradera con un Renault 5 Turbo y Elio Tevar con un Seat 124-2000. El rally volvió a ausentarse al año siguiente y en 1984 se celebra bajo el apelativo Rally Costa del Sol-Almería y con la presidencia de honor otorgada al rey de España, Juan Carlos I. La prueba fue puntuable para la Copa de España y destacaron los pilotos locales, siendo el ganador Palomo con un Renault 5 Turbo seguido de Juanjo Castillo con un Seat 124 y Gilabert con un R5 Copa Turbo. En 1985 se trasladó de fecha pasando a celebrarse en el mes de octubre. Con una discreta inscripción la victoria la disputaron Lamberti, finalmente ganador, y Etchebers con su habitual Porsche 911. En la tercera posición terminó Díaz con un Citroën Visa Crono. En 1986 la prueba celebró su veinte edición bajo el nombre XX Rallye Internacional del Sol Costa de Almería y se disputó en el mes de agosto siendo puntuable para la Copa de España. En la prueba destacó la presencia del uruguayo Gustavo Trelles con su Renault 5 GT Turbo que no terminaría la prueba por su temprano abandono. El ganador fue Miguel Martínez con su Seat 124-2000 tras la penalización a Juanjo Castillo que le hizo caer a la tercera plaza. En 1987 el francés Marc Etchebers logró su quinta victoria personal en la prueba de nuevo a los mandos de un Porsche. El podio lo completaron Arenillas con un Peugeot 205 GTi y Palomo con otro 205. En 1988, de nuevo dentro de la Copa de España  y bajo el mando de Fernando Berruezo Ortega, la prueba cambió su nombre por Rally Costa de Almería, perdiendo su apelativo anterior de "Costa del Sol". Entre los pilotos más destacados estuvieron los canarios Medardo Pérez, José María Ponce y Rivero, siendo el ganador el primero de ellos con un Lancia 037. Al año siguiente el rally se celebró en el mes de julio. De entre los 45 equipos que tomaron la salida destacó el abandono de Etchebers a los mandos de un Ford Sierra Cosworth, en la que sería su última participación en la prueba. El ganador fue Arenillas con el Peugeot 309 GTI seguido de Velasco y Dávila, ambos con sendos Renault 5 GT Turbo.

### Años 1990
En 1990 la prueba se disputó en el mes de agosto y fue la última vez que entró en el calendario de la Copa de España, puesto que dicho certamen desaparecía. La lista de inscritos fue más amplia que otros años, llegando los 70 participantes, en parte gracias a la puntuabilidad para la Challenger Citroën de Rallyes. El ganador fue Ambudio con un Volkswagen Golf GTI que marcó el mejor tiempo en todos los tramos. En la lucha por el segundo puesto, estuvieron el canario Carlos con un Mercedes 190 2,3 16v y Arenillas con un 309 GTi. Tras una serie de problemas y con el cierre de la sede del Automóvil Club Almería, no se celebró el rally durante seis años. En 1997 y en el mes de abril se recuperó celebrando su 25.º edición y con la presencia de 33 equipos. El ganador fue Palomares que estuvo en dura lucha con el malagueño Villar, ambos con sendos Renault Clio Williams. En los años venideros los protagonista fueron siempre pilotos a los mandos de vehículos Kit Car. En 1998 por ejemplo se impuso el Renault Mégane Maxi de Enrique Villar que dominaría la prueba durante casi siete años consecutivos. Ese año tuvo como rival a Miguel Ángel Fuster que participó con un Peugeot 106 oficial que nada pudo hacer frente a la superioridad mecánica del Megane de Villar. Al año siguiente se disputó un tramo urbano en Almería donde por segundo año se impuso el Megane de Villar. Segundo fue Moreno con un 106 Kit Car y tercero el Renault Clio Williams de Manuel Maldonado.

### Años 2000
En el año 2000 la prueba sufre importantes cambios. Se disputó en el mes de noviembre e incorporó nuevos tramos. Enrique Villar fue el ganador, por tercer año consecutivo, y además se adjudicó el campeonato andaluz que se jugó con Rueda, este finalizado tercero por detrás de Pimentel. Tras la ausencia del año 2001 la prueba regresó con cambio de fecha. Se celebró en el mes de junio y tuvo con epicentro en la localidad de El Ejido, por lo que la prueba se llamó "Rallye Costa de Almería Ciudad de El Ejido". 42 equipos tomaron la salida, entre los que destacaba el Hyundai Accent WRC de Eusebio Frías y el Peugeot 306 Maxi del equipo oficial Redur-Peugeot. El ganador fue J. A. Teruel que se benefició en parte por los abandonos y accidentes de sus rivales. Segundo terminó Rafael Ruiz y tercero el piloto local Román. En 2003 la prueba celebró su 30.ª edición y la federación concedió el máximo coeficiente (5) para el año siguiente gracias. Por cuarta vez la prueba se la adjudicó Enrique Villar con su Renault Maxi Megane, en esta ocasión copilotado por Nacho Aviñó. En el podio estuvo acompañado por Emilio Segura, que compitió a los mandos de un Peugeot 206 S1600 oficial y Manuel Maldonado, que lo hizo con un Seat Ibiza Kit Car. Con el máximo coeficiente del campeonato andaluz de rally, el rally vuelve a organizarse con El Ejido como epicentro. De nuevo el protagonista fue Enrique Villar con su Megane, en esta ocasión en dura lucha con el Mitsubishi Lancer Evo VII de Rafael Saco que se adjudicó seis tramos y recortó diferencias respecto al líder de la prueba aunque no lo suficiente para impedir que Villar igualara el récord de victorias en el rally, que hasta la fecha poseía Marc Etchbers, con cinco triunfos. En la tercera posición finalizaba Fernando Servillera con un Mitsubishi Carisma Evo V. Al año siguiente Villar vuelve a imponer su autoría y se hizo con su sexta victoria, teniendo como principales rivales a Juan Ángel Ruiz a bordo de un Subaru Impreza que terminó segundo muy seguido de Manuel Maldonado que con su Ibiza Kit Car terminaba en la recera posición. En 2006 y después de veinte años un piloto de Almería se imponía en la prueba. El ganador fue Juan Ángel Ruiz a bordo de un Subaru Impreza STi acompañado en el podio por Francisco Agüi con un Evo IX y Rafael Ruiz con un Evo VI. Al año siguiente la prueba fue la única con máxima coeficiente del campeonato andaluz. Treinta equipos terminaron de 49 que tomaron la salida saliendo vencedor Emilio Segura con Peugeot 206 S1600. El podio lo completaron Juan Ángel Ruiz que llegó a liderar la prueba pero no pudo repetir victoria después de un vuelco que le hizo perder la primera posición pero conservar el segundo puesto. Tercero finalizó Francisco Jiménez. En 2008 otro 206 S1600 volvió a imponerse en la prueba, en esta ocasión pilotado por Pedro David Pérez que se impuso en los once tramos de los que se componía el itinerario. Segundo fue Juan A. Ruiz con el Subaru Impreza y tercero Manuel Maldonado con el Ibiza Kit Car. Al año siguiente la fecha de celebración se movió al mes de abril con los tramos disputados en la zona de Berja, al igual que en la edición anterior. La prueba la lideró David Pérez con el 206 pero una avería mecánica le hizo perder tiempo, que aprovechó Juan Ángel Ruiz para hacerse con el primer puesto y adjudicarse su segunda victoria personal en el rally. Manuel Maldonador repetía tercera posición por segundo año. Al año siguiente la prueba contó con 64 inscritos entre los que destacaba Enrique Villar que volvió a imponerse con su Megane sumando su séptima victoria. El podio finalmente estuvo formado por Villar, Juan Ángel Ruiz que terminó a solo 20 segundos del ganador y Juan Camacho, que fue tercero a un minuto. Como novedad la prueba fue puntuable para los Clásicos de regularidad donde se inscribieron doce equipos siendo el ganador David Gavira con un VW Golf GTI. En 2011 el rally no se organizó y regresó en 2012 con algunas novedades como la inclusión de dos tramos nuevos. Juan Ángel Ruiz volvió a proclamarse ganador con su Subaru Impreza STi. Segundo fue José María Zapata y tercero Francisco Jiménez.

## Etapas
La mayoría de sus etapas han transcurrido por carreteras localizadas en las sierras de Gádor, Filabres y Alhamilla, aunque en ocasiones se han realizado etapas urbanas, como en la edición de 1999, cuando se disputó una etapa urbana por la Avenida del Mediterráneo de la ciudad de Almería, denominada Almería 2005. 

## Palmarés
| Año                              | Edición                                          | Piloto                     | Copiloto                  | Automóvil                  | Series |
| -------------------------------- | ------------------------------------------------ | -------------------------- | ------------------------- | -------------------------- | ------ |
| 1964                             | I Rally Costa del Sol                            | René Georges Mariotti      | S. Moral                  | Citroën ID-19              |        |
| 1965                             | 2.º Rally Costa del Sol                          | Francisco Sanjuan Guerrero | C. Lazcano                | Ford Cortina Lotus         |        |
| 1966                             | 3.º Rally Costa del Sol                          | Ramón Grifoll Oliva        | L. Artiñano               | Mini Cooper S              |        |
| 1967                             | 4.º Rally Costa del Sol                          | Roberto Angliolini         | Danilo Marzonna           | Lancia Fulvia HF           | España |
| 1968                             | 5.º Rally Costa del Sol                          | Juan Fernández             | «Artemi» (Artemio Eche)   | Porsche 911 R              | España |
| 1969                             | 6.º Rally Costa del Sol                          | "Gregorio" (Lucas Sainz)   | Emilio Rodríguez Zapico   | Alpine-Renault 1440        | España |
| 1970                             | 7.º Rally Costa del Sol y I Universitario        | José Manuel Lencina        | Juan Matos                | Porsche 911 S              | España |
| 1971                             | 8.º Rally Costa del Sol y II Universitario       | Alberto Ruiz-Giménez       | Enrique De Sauto          | Abarth 2000                | España |
| 1972                             | 9.º Rally Costa del Sol y III Universitario      | Jorge Bäbler               | Ricardo Antolín           | SEAT 124-1600              | España |
| 1973                             | 10.º Rally Costa del Sol                         | Juan Carlos Pradera        | Ricardo Comyn             | Seat 124-1600              | España |
| 1974                             | 11.º Rally Costa del Sol                         | Marc Etchebers             | Marie-Christine Etchebers | Porsche 911 Carrera        | España |
| 1975                             | 12.º Rally Costa del Sol                         | Marc Etchebers             | Marie-Christine Etchebers | Porsche 911 Carrera        | España |
| 1976                             | XIII Rally Costa del Sol                         | Marc Etchebers             | Marie C. Etchebers        | Porsche 911 Carrera        | España |
| 1977                             | 14.º Rally Costa del Sol                         | Antonio Zanini             | Juan José Petisco         | SEAT 124-2100              | España |
| 1978                             | 15.º Rally Costa del Sol                         | Jorge de Bagratión         | Núria Llopis              | Lancia Stratos HF          | España |
| Entre 1979 y 1980 no se celebró. |                                                  |                            |                           |                            |        |
| 1981                             | 16.º Rally Costa del Sol                         | Ricardo Villar             | L. A. Díaz                | Porsche 911 SC             |        |
| 1982                             | 17.º Rally Costa del Sol                         | Marc Etchebers             | José R. Amorena           | Porsche 911 SC             | España |
| 1984                             | 18.º Rally Costa del Sol - Almería               | Francisco Palomo           | Aguilera                  | Renault 5 Turbo            | Copa   |
| 1985                             | 19.º Rally Costa del Sol - Almería               | Carlos Alonso-Lamberti     | Víctor Rodríguez          | Opel Manta 400             | Copa   |
| 1986                             | 20.º Rally Costa del Sol - Almería               | Miguel Martínez            | Guisado                   | Seat 124-2000              | Copa   |
| 1987                             | XXI Rally Costa del Sol - Almería                | Marc Etchebers             | Blázquez                  | Porsche 911 Carrera        | Copa   |
| 1988                             | 22.º Rally Costa de Almería                      | Medardo Pérez              | Rivero                    | Lancia Rallye 037          | Copa   |
| 1989                             | XXIII Rally Costa de Almería                     | Arenillas                  | Jover                     | Peugeot 309 GTI            | Copa   |
| 1990                             | 24.º Rally Costa de Almería                      | Francesc Ambudio           | Joaquim Anglada           | Volkswagen Golf GTI        | Copa   |
| Entre 1991 y 1996 no se celebró. |                                                  |                            |                           |                            |        |
| 1997                             | 25.º Rally Costa de Almería                      | R. Palomares               | Ramos                     | Renault Clio Williams      |        |
| 1998                             | 26.º Rally Costa de Almería                      | Enrique Villar             | Federico Garret           | Renault Maxi Mégane        |        |
| 1999                             | 27.º Rally Costa de Almería                      | Enrique Villar             | Federico Garret           | Renault Maxi Mégane        |        |
| 2000                             | 28.º Rally Costa de Almería                      | Enrique Villar             | Federico Garret           | Renault Maxi Mégane        |        |
| 2002                             | 29.º Rally Costa de Almería "Ciudad de El Ejido" | J. A. Teruel               | M. García                 | Peugeot 306 Maxi           |        |
| 2003                             | 30.º Rally Costa de Almería                      | Enrique Villar             | Nacho Aviñó               | Renault Maxi Mégane        |        |
| 2004                             | XXXI Rally Costa de Almería                      | Enrique Villar             | Federico Garret           | Renault Maxi Mégane        |        |
| 2005                             | 32.º Rally Costa de Almería                      | Enrique Villar             | Federico Garret           | Renault Maxi Mégane        |        |
| 2006                             | XXXIII Rally Costa de Almería                    | Juan Ángel Ruiz            | Marcos Rumi               | Subaru Impreza STI         |        |
| 2007                             | 34.º Rally Costa de Almería                      | Emilio Segura              | M. García                 | Peugeot 206 S1600          |        |
| 2008                             | 35.º Rally Costa de Almería                      | Pedro David Pérez          | I. Ramírez                | Peugeot 206 S1600          |        |
| 2009                             | 36.º Rally Costa de Almería                      | Juan Ángel Ruiz            | M. A. García              | Subaru Impreza STI         |        |
| 2010                             | 37.º Rally Costa de Almería                      | Enrique Villar             | Alberto Chamorro          | Renault Maxi Mégane        |        |
| En 2011 no se celebró.           |                                                  |                            |                           |                            |        |
| 2012                             | 38.º Rally Costa de Almería                      | Juan Ángel Ruiz            | Sergio Martín             | Subaru Impreza STI         |        |
| 2013                             | 39.º Rally Costa de Almería                      | Juan Ángel Ruiz            | José A. González          | Subaru Impreza WRX STI     |        |
| 2014                             | 40.º Rally Costa de Almería                      | Pedro Cordero              | Francisco Fuentes         | Porsche 911 GT3 Cup Rallye |        |
| 2015                             | XLI Rally Costa de Almería                       | José Antonio Aznar         | José Crisanto Galán       | Porsche 911 GT3 Cup Rallye |        |
| 2016                             | 42.º Rally Costa de Almería                      | José Antonio Aznar         | José Crisanto Galán       | Porsche 911 GT3 Cup Rallye |        |
| 2017                             | XLIII Rally Costa de Almería                     | Óscar Gil                  | Manuel Causse             | Opel Adam R2               |        |
| 2018                             | 44.º Rally Costa de Almería                      | José Antonio Aznar         | José Crisanto Galán       | Porsche 997 GT3 RS 3.8     |        |
| 2019                             | 45.º Rally Costa de Almería                      | José Antonio Aznar         | José Crisanto Galán       | Porsche 997 GT3 RS 3.8     |        |
| En 2020 no se celebró.           |                                                  |                            |                           |                            |        |
| 2021                             | 46.º Rally Costa de Almería                      | José Antonio Aznar         | José Crisanto Galán       | Porsche 911 GT3 997        |        |
| 2022                             | 47.º Rally Costa de Almería                      | Pedro David Pérez          | Alejandro L. Leseduarte   | Hyundai i20 R5             |        |
| 2023                             | 48.º Rally Costa de Almería                      | José Antonio Aznar         | Osel Roman Ruiz           | Porsche 911 GT3 997        |        |
| 2024                             | 49.º Rally Costa de Almería                      | Pedro David Pérez          | Alejandro L. Leseduarte   | Ford Fiesta Rally2         |        |
| 2025                             | 50.º Rally Costa de Almería                      |                            |                           |                            | CERA   |
| Fuente                           |                                                  |                            |                           |                            |        |